# Unterer Spiegeltaler Teich

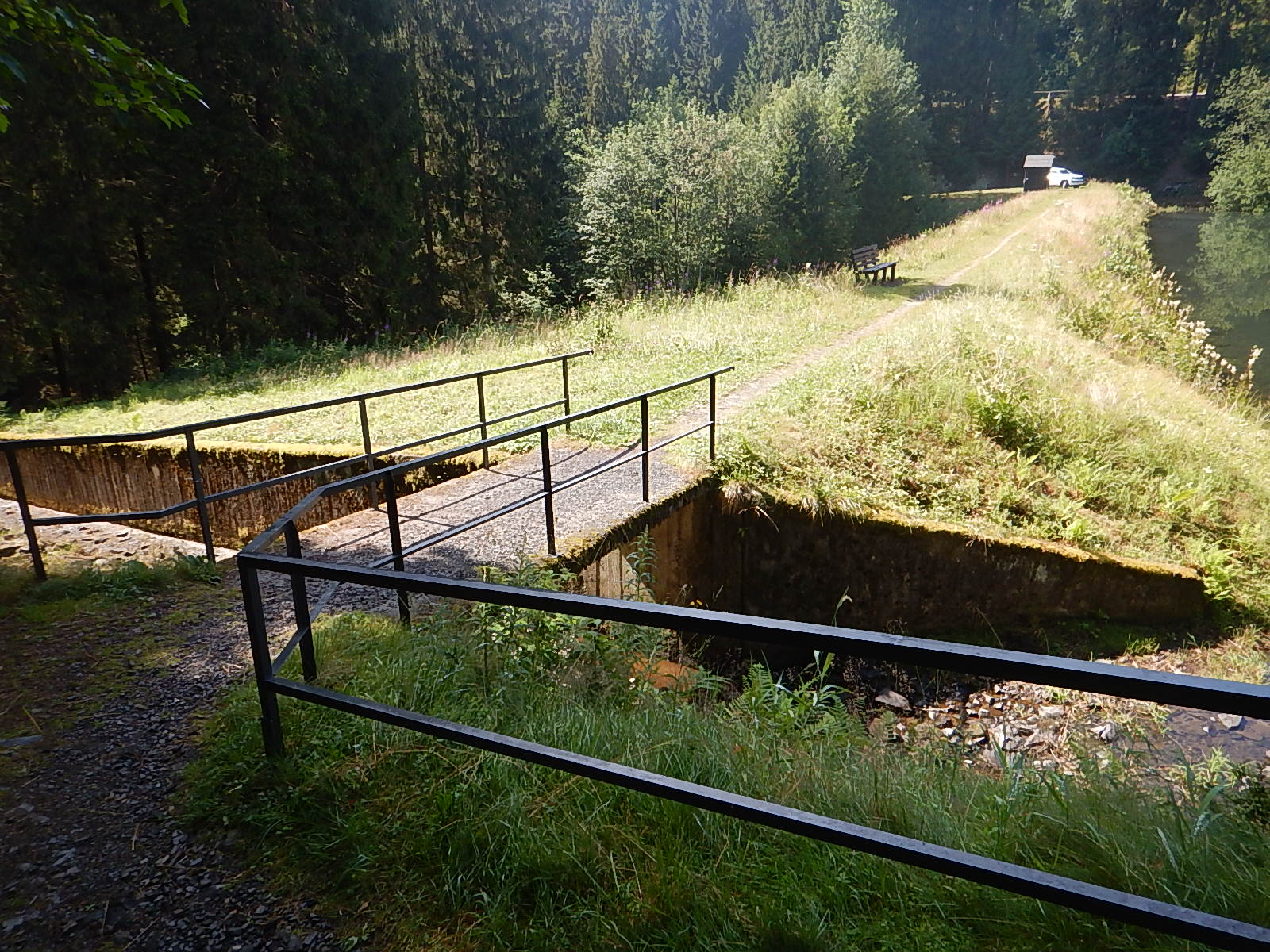
Blick über die linke Ausflut auf den Damm

Der Untere Spiegeltaler Teich (auch: Unterer Spiegelthaler Teich) ist eine historische Talsperre bei Clausthal-Zellerfeld. Er wurde im Zusammenhang mit dem Oberharzer Wasserregal von Oberharzer Bergleuten im 17. Jahrhundert angelegt und gehört zu den Oberharzer Teichen. Wie alle Bauwerke des Oberharzer Wasserregals ist auch der Untere Spiegeltaler Teich seit dem Jahr 2010 Bestandteil des UNESCO-Weltkulturerbes Bergwerk Rammelsberg, Altstadt von Goslar und Oberharzer Wasserwirtschaft.

## Lage
Der Teich liegt etwa zwei Kilometer nordnordöstlich des Clausthal-Zellerfelder Stadtteils Zellerfeld. Er wird vom Spiegelbach durchflossen, einem indirekten Zufluss der Innerste. Etwa zwei Kilometer nördlich liegt der Ortsteil Bockswiese.
Oberhalb des Teiches liegen im Verlauf des Spiegelbaches der Obere Spiegeltaler Teich, der Untere Kellerhalsteich, der Mittlere Kellerhalsteich und der Obere Kellerhalsteich. In den linken Zuflüssen des Spiegelbaches liegen auch noch oberhalb der Stadtweger Teich, der Schröterbacher Teich, der Kiefhölzer Teich sowie der Zankwieser Teich. Etwa 15 Kilometer Fließstrecke weiter unterhalb befindet sich die Innerstetalsperre.

## Beschreibung
Der Staudamm wurde als Erdbauwerk, das heißt mit einer Erd- und Felsschüttung, erstellt. Dieses Dammschüttmaterial wurde örtlich gewonnen und ist von überwiegend steiniger Substanz. Die Dichtung besteht aus Rasensoden und verläuft entlang der wasserseitigen Böschung. Es handelt sich um einen Teich der „Alten Bauart“.
Der Teich konnte ursprünglich sein Wasser den Bergwerken bei Wildemann zuführen, wo es als Aufschlagwasser diente.
Aufgrund des ungewöhnlich großen Einzugsgebietes verfügt der Untere Spiegeltaler Teich über zwei Hochwasserentlastungsanlagen (Ausfluten), die beide ähnlich groß konstruiert worden sind. Mit seinem Stauvolumen von 156.000 m³ und einer Dammhöhe von 10,90 m stellt der Teich eine Talsperre gemäß Niedersächsischem Wassergesetz dar. Die Holzhütte am rechten Dammende stellt lediglich eine Gerätehütte dar.
Um 1900 konnte noch ein Teil des Zulaufes über den Ernst-August-Graben, der parallel zum Südufer verläuft, am Teich vorbeigeführt werden.

## Bauwerkshistorie
Das Bauwerk muss vor 1673 errichtet worden sein. Eine in den Fels eingeschlagene Jahreszahl „1737“ deutet darauf hin, dass in diesem Jahr Arbeiten am rechten (nördlichen) Überlauf durchgeführt wurden.
1975 wurden beide Ausfluten neu gestaltet. Die Sohle bleibt weiterhin in Fels, doch die seitlichen Wände werden bis auf eine Ausnahme ebenso wie die dazugehörigen Brücken als Stahlbetonbauwerk gestaltet. Die wasserseitige Böschung wird durch eine Steinschüttung geschützt und am luftseitigen Dammfuß eine Striegelwiderwaage aus Stahlbeton errichtet.
Im Jahr 1979 wurde der Grundablass saniert. Um für die Bauzeit den Zulauf zu minimieren, wurde hierzu der Ernst-August-Graben vorübergehend wieder in Betrieb genommen, der das Wasser parallel zum südlichen Ufer am Teich vorbeiführte. In das defekte Holzgerenne wurde ein Kunststoffrohr DN 150 eingeschoben, welches über einen luftseitigen Unterflurschieber bedient werden kann. Dieses kleine Rohr war aber nicht geeignet, auch nur die Hälfte des Mittleren Abflusses zu bewältigen, so dass eine Absenkung des Teiches in den Folgejahren schwierig war. Daher wurde im Jahr 2005 noch ein weiteres Grundablassrohr DN 400 PVC mit luftseitigem Schieber mittels Rohrvortrieb in den Damm eingebaut.

## Einzugsgebiet, Wasserwirtschaft
Das natürliche Einzugsgebiet des Teiches ist mit 7,84 km² für die Oberharzer Verhältnisse recht groß. Es wird bei Niedrigwasser erheblich durch den Zellerfelder Kunstgraben beeinflusst, der einen großen Teil der Abflüsse aus dem Gebiet herausleitet.
Mit Ausnahme der kleinen Siedlung Erbprinzentanne und wenigen Einzelhäusern besteht das Einzugsgebiet ausschließlich aus Wald der Niedersächsischen Landesforsten.
Die acht Teiche oberhalb im Einzugsgebiet prägen die Abflüsse sehr stark, darüber hinaus werden wegen der hydraulischen Engpässe an der oberhalb gelegenen Untermühle fünf dieser Teiche auf Hochwasserschutz gefahren. Dies bewirkt, dass Hochwässer in der Regel den Oberen Spiegeltaler Teich stark abgeschwächt erreichen.
Der Untere Spiegeltaler Teich wird als „Überlaufteich“ gefahren. Das bedeutet, dass der Grundablass – bis auf wenige regelmäßige Funktionsproben – in der Regel geschlossen und der Teich bis auf das Überlaufniveau gefüllt ist. Zuflüsse verlassen den Teich wieder durch die Ausflut.

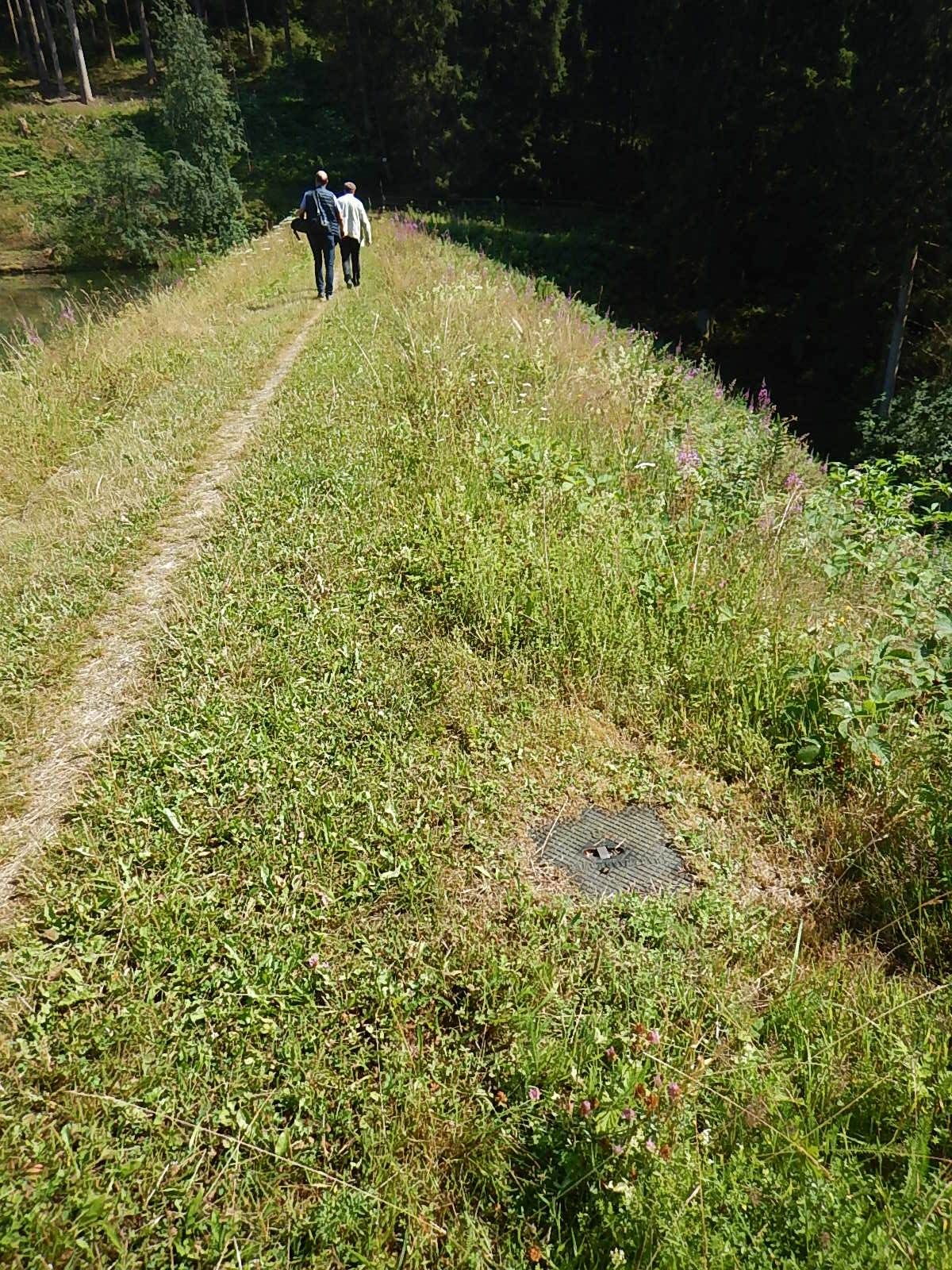
Dammkrone des Unteren Spiegeltaler Teiches
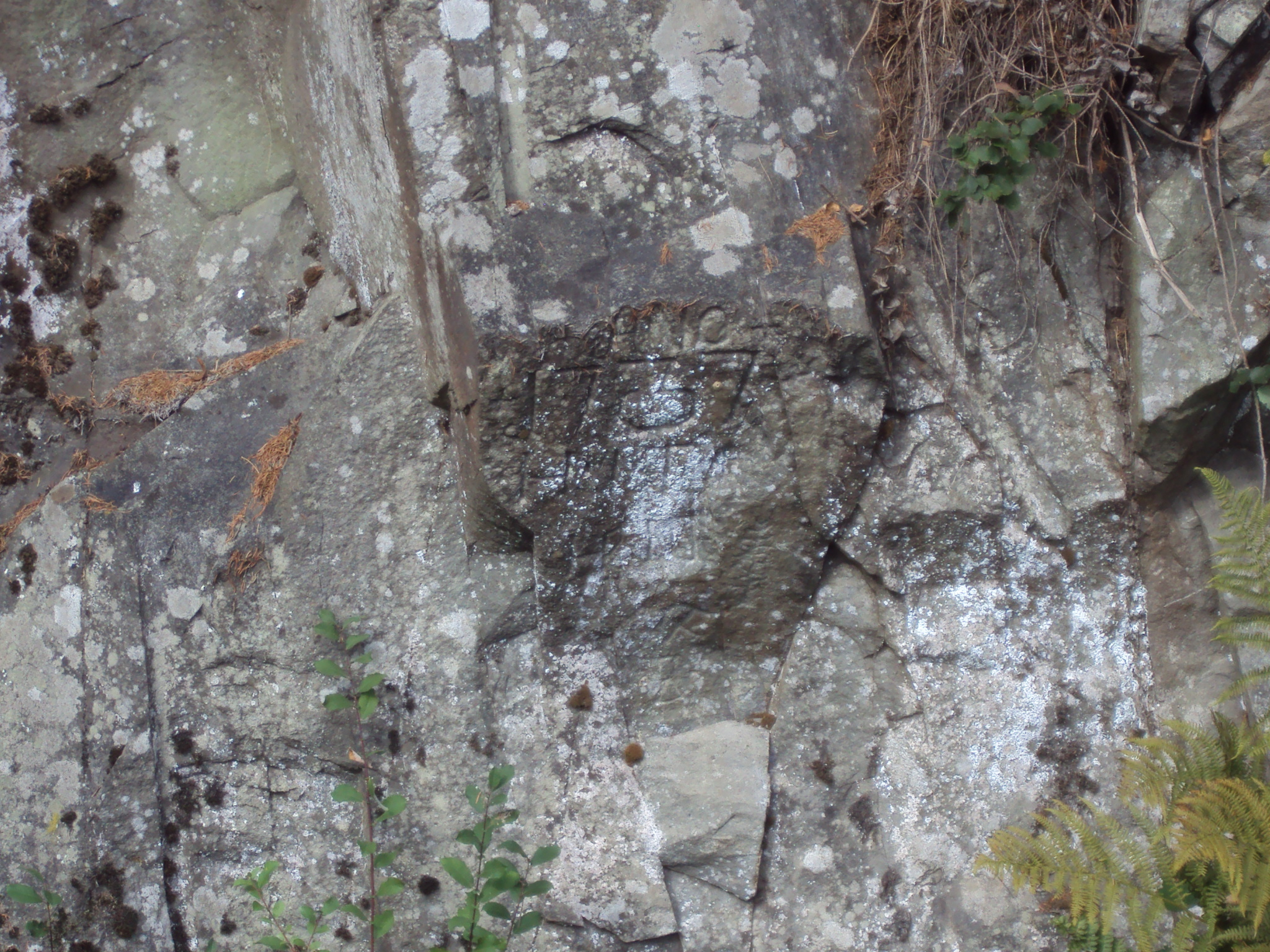
Eingeschlagene Jahreszahl „1737“ an der linken Ausflut
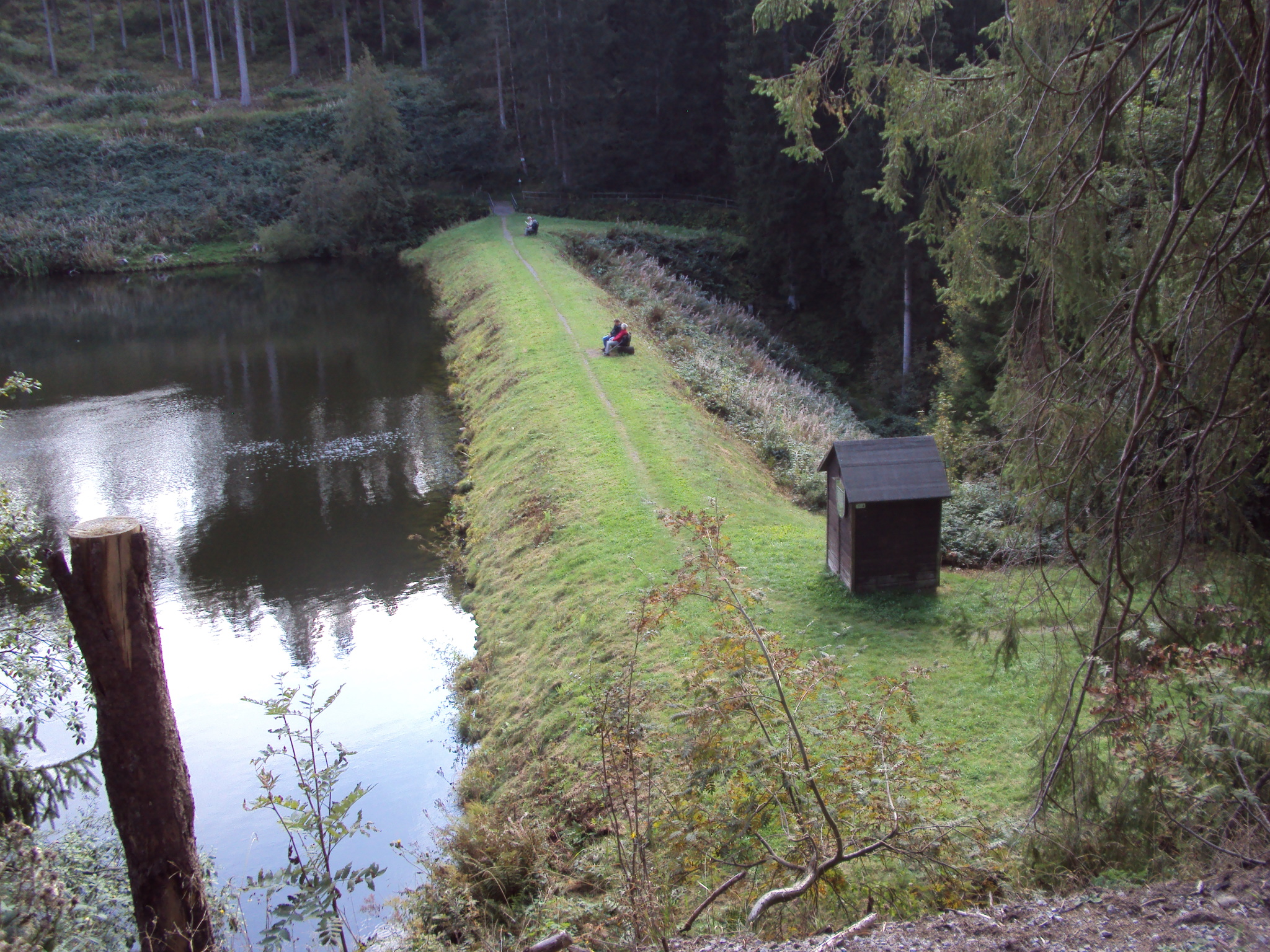
Blick von Süden auf den Damm